# 굿나이트쇼
《굿나이트쇼》는 SBS에서 1997년 7월 5일부터 1997년 10월 18일까지 방영되었던 예능 프로그램이다. 기획 의도는 출연진과 대화 나누는 프로그램이다.

## 기획의도
토크 프로그램

## 진행자
- 박정숙